# Hyperbios (Gigant)
Hyperbios ist ein Gigant aus der griechischen Mythologie. Er ist zusammen mit den Giganten Enkelados, Ephialtes, Agasthenes und Polybotes auf einer attisch-schwarzfigurigen Vase abgebildet und benannt, die circa 575–525 v. Chr. geschaffen wurde.
Die Darstellung zeigt die Gigantomachie. Hyperbios, Agasthenes und Ephialtes befinden sich auf Seite A der Vase im Kampf mit Zeus und Hera.